# Jowan Kostowski
Jowan Kostowski (mac. Јован Костовски; ur. 19 kwietnia 1987 w Skopju) – macedoński piłkarz grający na pozycji napastnika. Obecnie jest zawodnikiem klubu Wardar Skopje.

## Kariera piłkarska
Kostowski jest wychowankiem Wardaru Skopje. W tym klubie, z krótką przerwą na grę w Cementarnicy Skopje występował do 2008 roku. W kolejnych latach grał w greckim OFI 1925, macedońskim Metałurg Skopje oraz tureckiej drużynie Orduspor. Latem 2011 roku powrócił do Wardaru.

## Kariera reprezentacyjna
Kostowski w reprezentacji Macedonii zadebiutował 14 grudnia 2012 roku w towarzyskim meczu z Polską. Na boisku przebywał do 61 minuty. Do tej pory rozegrał w niej jeden mecz (stan na 25 kwietnia 2013).
| Mecze i gole w reprezentacji | Mecze i gole w reprezentacji | Mecze i gole w reprezentacji | Mecze i gole w reprezentacji | Mecze i gole w reprezentacji | Mecze i gole w reprezentacji | Mecze i gole w reprezentacji |
| #                            | Data                         | Stadion                      | Rywal                        | Wynik                        | Gol                          | Rozgrywki                    |
| 2012                         | 2012                         | 2012                         | 2012                         | 2012                         | 2012                         | 2012                         |
| ---------------------------- | ---------------------------- | ---------------------------- | ---------------------------- | ---------------------------- | ---------------------------- | ---------------------------- |
| 1.                           | 14.12.2012                   | Antalya, Turcja              | Polska                       | 1:4                          | 0                            | towarzyski                   |

## Sukcesy
- Mistrz Macedonii: 2012